# Lista de comandantes do Corpo de Fuzileiros dos Estados Unidos

Bandeira do Comandante do Corpo de Fuzileiros

O comandante do Corpo de Fuzileiros (CMC) é normalmente a posição ocupada pelo militar mais graduado do Corpo de Fuzileiros dos Estados Unidos, sendo também membro do Estado-maior Conjunto. O CMC responde directamente ao Secretário da Marinha e é responsável por comandar a organização, política, planeamento e programa do Corpo de Fuzileiros, assim como aconselhar o Presidente dos Estados Unidos, o Secretário de Defesa, o Conselho de Segurança Nacional, o Conselho de Segurança Interna e o Secretário da Marinha em assuntos que envolvam o Corpo de Fuzileiros. Sob a autoridade do Secretário da Marinha, o CMC designa elementos e recursos para os comandantes dos Comandos de Combate Unificados. O comandante realiza uma série de outras funções descritas na Secção 5043 do Título 10 do Código dos Estados Unidos ou delega essas funções a outros oficiais debaixo da sua cadeia hierárquica, em seu nome. Tal como os outros comandantes, o CMC é uma posição administrativa e não tem qualquer autoridade operacional relativamente às forças do Corpo de Fuzileiros. O comandante é nomeado pelo presidente para um mandato de quatro anos e deve ser aprovado pelo Senado. Por estatuto, o comandante é nomeado como general de quatro estrelas enquanto serve no cargo.

## Lista de comandantes
Trinta e sete homens serviram até aos dias de hoje como comandantes do Corpo de Fuzileiros. O primeiro comandante foi Samuel Nicholas, que assumiu o cargo como Capitão, embora não houvesse na altura nenhum cargo oficialmente designado como "comandante", e o Segundo Congresso Continental autorizou que o militar mais graduado do corpo tivesse a patente de Coronel. O militar que por mais tempo serviu no cargo foi Archibald Henderson, algumas vezes referido como "O grande velho do Corpo de Fuzileiros", devido ao seu mandato ter durado cerca de 39 anos. Na história de mais de dois séculos, apenas um comandante foi despedido do seu cargo: Anthony Gale, depois de passar pelo tribunal militar em 1820.
| #   | Imagem | Nome                             | Patente            | Início de mandato       | Fim de mandato          | Notas |
| --- | --- | -------------------------------- | ------------------ | ----------------------- | ----------------------- | --- |
| 1   | black & white portrait of Samuel Nicholas                                                                                     | Samuel Nicholas                  | Major              | 28 de Novembro de 1775  | 27 de Agosto de 1783    | O primeiro comandante de facto pelo papel desempenhado como o oficial mais graduado dos Continental Marines. |
| 2   | black & white portrait of William W. Burrows                                                                                  | William W. Burrows               | Tenente-coronel    | 12 de Julho de 1798     | 6 de Março de 1804      | O primeiro comandante de jure. |
| 3   | black & white portrait of Franklin Wharton                                                                                    | Franklin Wharton                 | Tenente-coronel    | 7 de Março de 1804      | 1 de Setembro de 1818   | O primeiro a ocupar a residência oficial dos comandantes do Corpo de Fuzileiros. |
| 3.5 | black & white portrait of Archibald Henderson                                                                                 | Archibald Henderson (provisório) | Major              | 16 de Setembro de 1818  | 2 de Março de 1819      | Comandante provisório, mais tarde viria a desempenhar funções de comando entre 1820 e 1859. |
| 4   | — | Anthony Gale                     | Tenente-coronel    | 3 de Março de 1819      | 8 de Outubro de 1820    | Foi o único a ser despedido do seu cargo e, de todos os comandantes do corpo, é ele que tem o menor conjunto de registos históricos sobre a sua pessoa. |
| 5   | black & white portrait of Archibald Henderson                                                                                 | Archibald Henderson              | Coronel            | 17 de Outubro de 1820   | 6 de Janeiro de 1859    | O comandante que por mais tempo ocupou o cargo, conhecido por "O grande velho do Corpo de Fuzileiros, conhecido pelo seu papel em expandir a missão do Corpo de Fuzileiros para incluir guerra expedicionária e intervenção rápida. |
| 6   | black & white photograph of John Harris                                                                                       | John Harris                      | Coronel            | 7 de Janeiro de 1859    | 1 de Maio de 1864       | Comandante durante grande parte da Guerra Civil Americana. |
| 7   | black & white photograph of Jacob Zeilin                                                                                      | Jacob Zeilin                     | Brigadeiro-general | 10 de Junho de 1864     | 31 de Outubro de 1876   | Primeiro oficial general a comandar o corpo. Aprovou oficialmente a águia, o globo e a âncora como emblema do corpo. |
| 8   | black & white photograph of Charles G. McCawley                                                                               | Charles G. McCawley              | Coronel            | 1 de Novembro de 1876   | 29 de Janeiro de 1891   | Escolheu "Semper Fidelis", em português "Sempre Fiel", como lema oficial do Corpo de Fuzileiros. |
| 9   | black & white portrait of Charles Heywood                                                                                     | Charles Heywood                  | Major-general      | 30 de Junho de 1891     | 2 de Outubro de 1903    | Primeiro fuzileiro a ter a patente de Major-general. |
| 10  | black & white portrait of George F. Elliott                                                                                   | George F. Elliott                | Major-general      | 3 de Outubro de 1903    | 30 de Novembro de 1910  | Resistiu a tentativas de se passar o Corpo de Fuzileiros para o Exército dos Estados Unidos. |
| 11  | black & white photograph of William P. Biddle                                                                                 | William P. Biddle                | Major-general      | 3 de Fevereiro de 1911  | 24 de Fevereiro de 1914 | Estabeleceu o Advanced Base Force, antecessor do Fleet Marine Force. |
| 12  | black & white portrait of George Barnett                                                                                      | George Barnett                   | Major-general      | 25 de Fevereiro de 1914 | 30 de Junho de 1920     | Serviu como comandante durante a Primeira Guerra Mundial, o que provocou um enorme aumento de efectivos no corpo. |
| 13  | black & white portrait of John A. Lejeune                                                                                     | John A. Lejeune                  | Major-general      | 1 de Julho de 1920      | 4 de Março de 1929      | Comandou uma divisão do Exército dos Estados Unidos em combate durante a Primeira Guerra Mundial, e foi o primeiro que, após terminar o mandato de comandante, foi novamente nomeado para desempenhar funções por um segundo mandato. |
| 14  | black & white portrait of Wendall C. Neville                                                                                  | Wendell C. Neville               | Major-general      | 5 de Março de 1929      | 8 de Julho de 1930      | Condecorado com a Medalha de Honra. |
| 15  | black & white photograph of Ben H. Fuller                                                                                     | Ben H. Fuller                    | Major-general      | 9 de Julho de 1930      | 28 de Fevereiro de 1934 | Consolidou o conceito da Fleet Marine Force. |
| 16  | black & white photograph of John H. Russell, Jr                                                                               | John H. Russell, Jr.             | Major-general      | 1 de Março de 1934      | 30 de Novembro de 1936  | Durante o seu mandato ocorreram modificações no sistema de promoção, a 1ª Brigada de Fuzileiros foi retirada do Haiti e o número de navios com elementos do Corpo de Fuzileiros aumentou. |
| 17  | black & white photograph of Thomas Holcomb                                                                                    | Thomas Holcomb                   | Tenente-general    | 1 de Dezembro de 1936   | 31 de Dezembro de 1943  | Expandiu vinte vezes o tamanho do Corpo de Fuzileiros para a Segunda Guerra Mundial, e integrou mulheres no corpo. Foi o primeiro fuzileiro a subir à patente de general (depois de se retirar). |
| 18  | black & white photograph of Alexander A. Vandegrift                                                                           | Alexander Vandegrift             | General            | 1 de Janeiro de 1944    | 31 de Dezembro de 1947  | Condecorado com a Medalha de Honra, foi o primeiro fuzileiro no activo a ser promovido a General. |
| 19  | black & white photograph of Clifton B. Cates                                                                                  | Clifton B. Cates                 | General            | 1 de Janeiro de 1948    | 31 de Dezembro de 1951  | Condecorado com a Cruz da Marinha, comandou o corpo no início da Guerra da Coreia. |
| 20  | black & white photograph of Lemuel C. Shepherd, Jr                                                                            | Lemuel C. Shepherd, Jr.          | General            | 1 de Janeiro de 1952    | 31 de Dezembro de 1955  | Condecorado com a Cruz da Marinha, foi o último veterano da Primeira Guerra Mundial a ser comandante. Comandou o corpo durante a Guerra da Coreia. |
| 21  | black & white photograph of Randolph M. Pate                                                                                  | Randolph M. Pate                 | General            | 1 de Janeiro de 1956    | 31 de Dezembro de 1959  | Comandou o corpo entre a Guerra da Coreia e a Guerra do Vietname. |
| 22  | black & white photograph of David M. Shoup                                                                                    | David M. Shoup                   | General            | 1 de Janeiro de 1960    | 31 de Dezembro de 1963  | Condecorado com a Medalha de Honra. Foi durante o seu mandato que os Estados Unidos começaram a envolver-se no Vietname do Sul. |
| 23  | black & white photograph of Wallace M. Greene, Jr                                                                             | Wallace M. Greene, Jr.           | General            | 1 de Janeiro de 1964    | 31 de Dezembro de 1967  | Durante o seu mandato o Corpo de Fuzileiros foi expandido devido à Guerra do Vietname. |
| 24  | black & white photograph of Leonard F. Chapman, Jr                                                                            | Leonard F. Chapman, Jr.          | General            | 1 de Janeiro de 1968    | 31 de Dezembro de 1971  | Foi comandante durante os últimos anos do envolvimento norte-americano na Guerra do Vietname. Durante o seu mandato, o número de efectivos diminuiu de 289 mil para 198 mil. |
| 25  | black & white photograph of Robert Everton Cushman, Jr                                                                        | Robert E. Cushman, Jr.           | General            | 1 de Janeiro de 1972    | 30 de Junho de 1975     | Comandou o corpo durante o período em que os fuzileiros saíram do Vietname e viu a força a diminuir para 194 mil efectivos. |
| 26  | Color of Louis H. Wilson, Jr                                                                                                  | Louis H. Wilson, Jr.             | General            | 1 de Julho de 1975      | 30 de Junho de 1979     | Condecorado com a Medalha de Honra. |
| 27  | color photograph of Robert H. Barrow                                                                                          | Robert H. Barrow                 | General            | 1 de Julho de 1979      | 30 de Junho de 1983     | Último veterano da Segunda Guerra Mundial a ser comandante. Obteve luz verde para a produção de uma versão do Harrier para aumentar a eficiência da missão do Corpo de Fuzileiros. |
| 28  | Color photograph of Paul X. Kelley                                                                                            | Paul X. Kelley                   | General            | 1 de Julho de 1983      | 30 de Junho de 1987     | Comandou o Corpo de Fuzileiros durante o mandato de Ronald Regan. |
| 29  | color photograph of Alfred M. Gray, Jr., the only Marine in this list wearing utilities instead of a service or dress uniform | Alfred M. Gray, Jr.              | General            | 1 de Julho de 1987      | 30 de Junho de 1991     | Como recordatória que a pedra basilar do Corpo de Fuzileiro é o fuzileiro, e decidiu aparecer na sua fotografia oficial vestido com o uniforme camuflado, o único comandante até hoje a fazê-lo. |
| 30  | color photograph of Carl E. Mundy, Jr                                                                                         | Carl E. Mundy, Jr.               | General            | 1 de Julho de 1991      | 30 de Junho de 1995     | Depois de se reformar, serviu como presidente e CEO do United Service Organizations (USO), e foi presidente da Fundação da Universidade do Corpo de Fuzileiros. |
| 31  | color photograph of Charles C. Krulak                                                                                         | Charles C. Krulak                | General            | 1 de Julho de 1995      | 30 de Junho de 1999     | Filho do fuzileiro Tenente-general Victor H. Krulak. Introduziu a "Prova Severa", o último teste feito aos recrutas. |
| 32  | color photograph of James L. Jones                                                                                            | James L. Jones                   | General            | 1 de Julho de 1999      | 12 de Janeiro de 2003   | Supervisionou o desenvolvimento dos uniformes MARPAT e o Programa de Artes Marciais do Corpo de Fuzileiros. Tornou-se no primeiro Fuzileiro a comandar o Comando dos Estados Unidos para a Europa e o primeiro a servir como Supremo Comandante Aliado na Europa. Posteriormente, foi conselheiro de segurança nacional durante a Administração Obama. |
| 33  | color photograph of Michael W. Hagee                                                                                          | Michael W. Hagee                 | General            | 13 de Janeiro de 2003   | 13 de Novembro de 2006  | Comandou o corpo no período inicial da Invasão do Iraque. |
| 34  | color photograph of James T. Conway                                                                                           | James T. Conway                  | General            | 13 de Novembro de 2006  | 22 de Outubro de 2010   | Comandou o corpo durante a Guerra do Iraque e viu a expansão do mesmo para o total de 202 mil elementos. Foi o primeiro comandante em 40 anos a não ter servido na Guerra do Vietname. |
| 35  | Official portrait from Amos, 2010                                                                                             | James F. Amos                    | General            | 22 de Outubro de 2010   | 17 de Outubro de 2014   | Foi o primeiro aviador naval a servir como comandante. |
| 36  | Official portrait from Dunford, 2014                                                                                          | Joseph F. Dunford, Jr.           | General            | 17 de Outubro de 2014   | 24 de Setembro de 2015  | Primeiro comandante e o segundo fuzileiro a ser promovido para Presidente do Estado-maior Conjunto dos Estados Unidos, sendo o principal conselheiro militar do Presidente, do Secretário de Defesa e do Conselho de Segurança Nacional. |
| 37  | Official portrait from Neller, 2015                                                                                           | Robert B. Neller                 | General            | 24 de Setembro de 2015  | 11 de Julho de 2019     | Liderou a integração de mulheres em funções de combate. Fez regulamentos administrativos para fuzileiros navais nas mídias sociais. |
| 38  | | David H. Berger                  | General            | 26 de julho de 2019     | Incumbente              | Emitiu orientação para o planejamento de nível de serviço para incluir o refocalização no combate de ponta, mudando de tanques e artilharia em favor de mísseis e drones de longo alcance. |